# Opel Crossland
Opel Crossland X – samochód osobowy typu crossover klasy miejskiej produkowany pod niemiecką marką Opel w latach 2017–2021 oraz jako Opel Crossland w latach 2021–2024.

## Historia i opis pojazdu

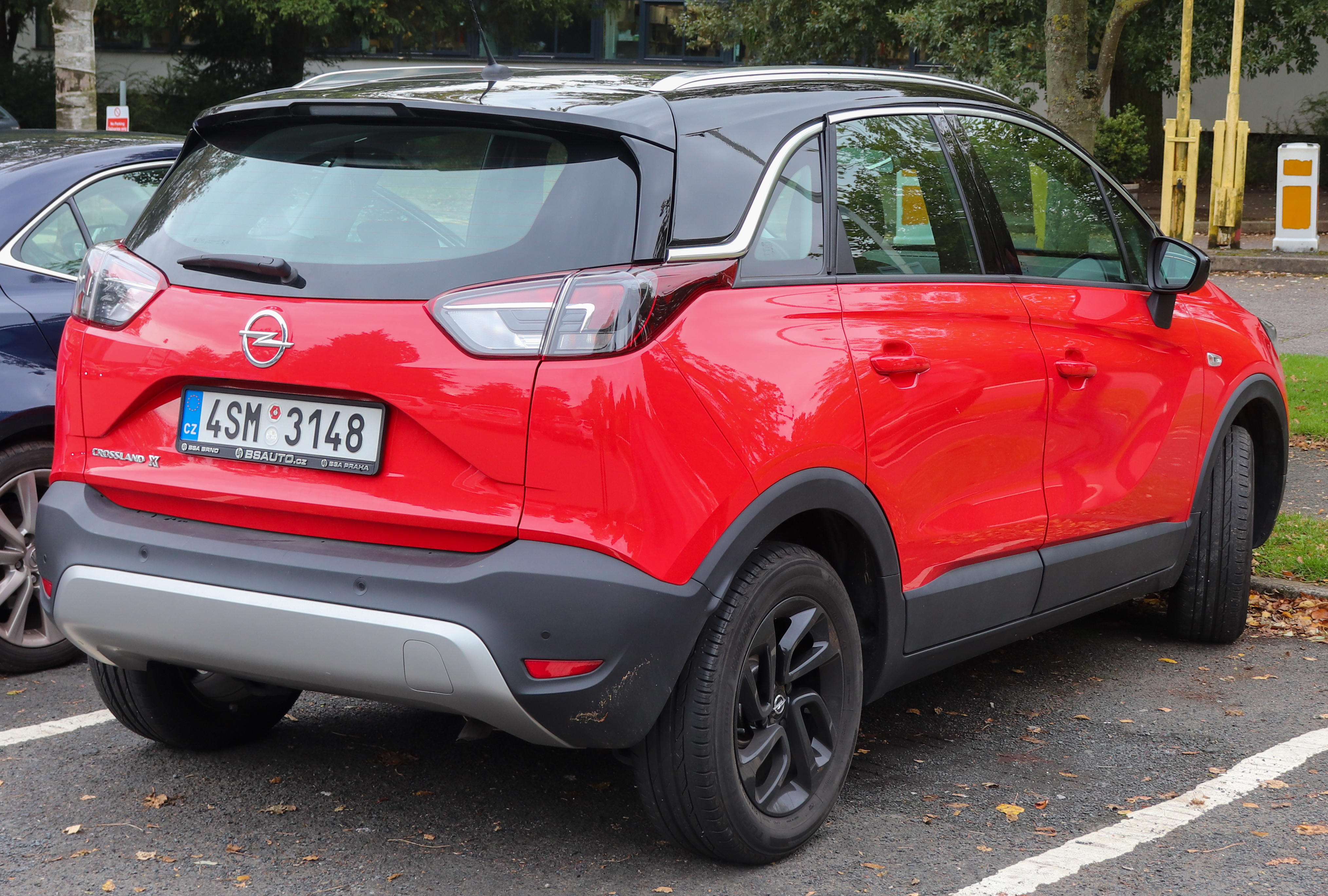
Opel Crossland X – tył

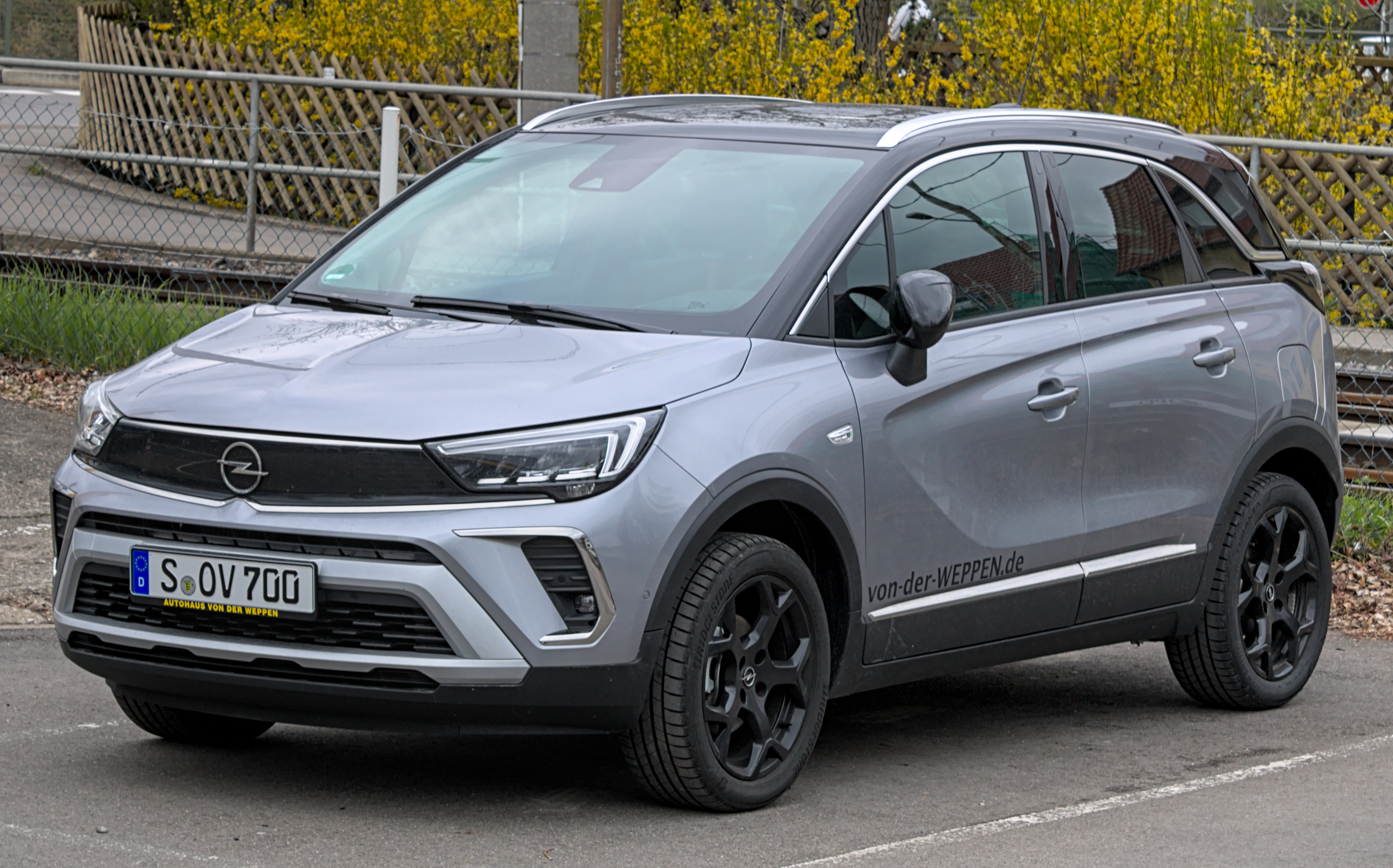
Opel Crossland po liftingu

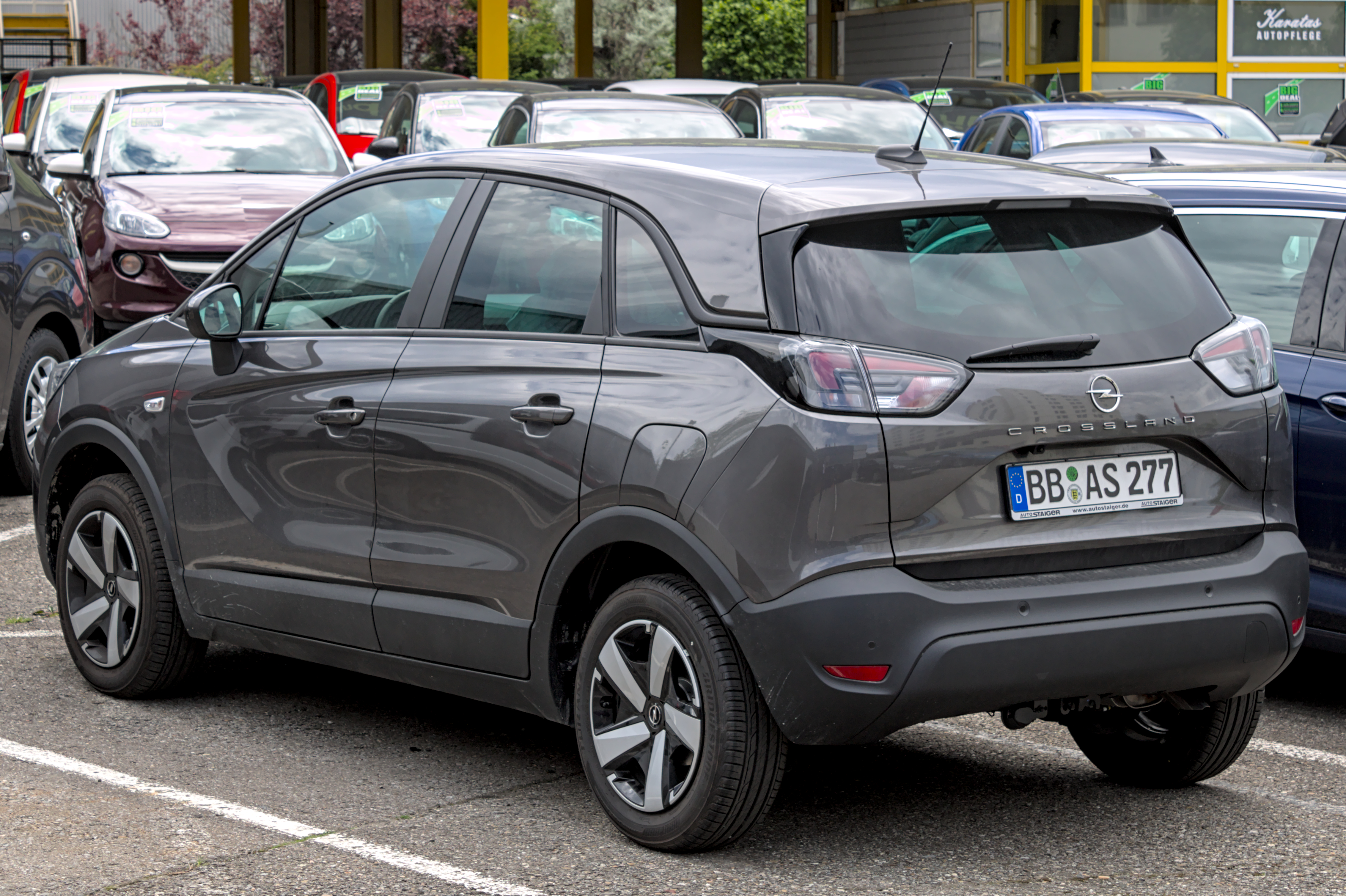
Opel Crossland – tył po liftingu

### Rozwój
W połowie 2015 General Motors zawarł sojusz z francuskim PSA w ramach którego obie strony zadeklarowały silną współpracę przy konstruowaniu nowych crossoverów. Za jednego z nich uznano trzecie wcielenie Merivy, które spekulowano, iż przyjmie formę miejskiego crossovera jako rodzinna alternatywa dla Mokki. W drugiej połowie 2016 roku w internecie ukazały się zdjęcia przedprodukcyjnych, zamaskowanych prototypów następcy drugiego wcielenia Merivy.
W listopadzie 2016 roku Opel oficjalnie zapowiedział swój nowy model, który otrzymał nową nazwę Crossland X.

### Premiera
Oficjalne zdjęcia Crosslanda X ukazały się w połowie stycznia 2017 roku. Producent potwierdził, iź model zajmie w gamie miejsce Merivy. Segment minivanów dla producentów przestaje być opłacalny z racji spadku popytu na samochody o takim nadwoziu, więc Opel zastępuje minivany crossoverami. Miejski crossover niemieckiej marki to już drugie takie auto tej wielkości w gamie tego producenta po Mokce X, które pełnić będzie rolę mniej lifestyle'owej, a bardziej rodzinnej alternatywy.
Auto wyróżnia się, ponad 400-litrowym bagażnikiem i niezależnymi fotelami tylnego rzędu siedzeń. Deska rozdzielcza silnie nawiązuje do tej, z Mokki X i piątego wcielenia Astry, centralny ekran może mieć 8 cali. Z zewnątrz Crossland X jest kontynuacją najnowszego języka stylistycznego marki. Oryginalnym elementem jest opcja dwukolorowego malowania nadwozia.
Bliźniaczym, wspólnie opracowanym z Oplem samochodem jest Citroën C3 Aircross drugiej generacji, następca Citroëna C3 Picasso, który zadebiutował nieco później, bo jesienią 2017 roku.

### Lifting
W październiku 2020 samochód przeszedł gruntowną restylizację nadwozia, która opodobniła go do przedstawionego kilka tygodni wcześniej modelu Mokka drugiej generacji. W ramach nowej polityki nazewniczej, nazwa utraciła sufiks X i została zmieniona na Opel Crossland, obejmując także brytyjski wariant pod marką Vauxhall.
Pod kątem wizualnym pojawił się nowy pas przedni z wąskim czarnym pasem między reflektorami, a także większym wlotem powietrza w dolnej części zderzaka. Zmienił się też wygląd tylnej części nadwozia, gdzie pojawił się czarny pas optycznie wydłużający linię szyb, a także szeroko rozstawiony napis z nazwą modelu.

### Wersje wyposażenia[5]
- Essentia
- Enjoy
- Elite
- Action – wersja specjalna
- 120 Lat – wersja specjalna

Standardowe wyposażenie podstawowej wersji Essentia obejmuje m.in. systemy ABS z ESP, 6 poduszek powietrznych, radioodtwarzacz Bluetooth, USB i 4 głośnikami, komputer pokładowy, tempomat, system rozpoznawania znaków drogowych i asystent zmiany pasa ruchu, dzieloną tylną kanapę, centralny zamek z pilotem, elektrycznie regulowane szyby przednie, elektrycznie regulowane i podgrzewane lusterka, czujniki ciśnienia w oponach, a także światła do jazdy dziennej LED.
Bogatsza wersja Enjoy dodatkowo wyposażona jest w m.in. klimatyzacje manualną, stację multimedialną USB/AUX/Bluetooth, 6 głośnikami i 7 calowym ekranem dotykowym, kierownicę obszytą skórą, oraz elektrycznie regulowane szyby tylne.
Najbogatsza wersja Elite została ponadto wyposażona w m.in. aluminiowe felgi 16 cali, pełne przednie reflektory LED, automatyczną dwustrefową klimatyzacje, półskórzaną tapicerkę, podłokietnik przedni, czujnik deszczu, a także automatyczne światła.
Samochód opcjonalnie możemy wyposażyć w m.in. lakier metalizowany, reflektory AFL LED, światła przeciwmgielne, relingi dachowe, elektrycznie składane lusterka zewnętrzne, aluminiowe felgi 18 cali, zapasowe koło dojazdowe, tapicerkę skórzaną, podgrzewane fotele przednie sygnowane przez AGR, podgrzewaną szybę przednią, nawigację GPS, system audio ze wzmacniaczem i subwooferem w bagażniku, wyświetlacz Head-Up, radio cyfrowe DAB, indukcyjną ładowarkę do smartfona, czujniki parkowania z przodu i z tyłu, panoramiczną kamerę cofania, oraz system kontrolujący martwe pole.

### Silniki
| Silnik                | Pojemność skokowa [cm³] | Typ silnika        | Moc maksymalna [KM] przy obr./min | Maks. moment obrotowy [Nm] przy obr./min | Przyspieszenie 0-100 km/h [s] | Prędkość maks. [km/h] | Zużycie paliwa (cykl mieszany) [l/100 KM] |                    |                    |
| Silniki benzynowe:    | Silniki benzynowe:      | Silniki benzynowe: | Silniki benzynowe:                | Silniki benzynowe:                       | Silniki benzynowe:            | Silniki benzynowe:    | Silniki benzynowe:                        | Silniki benzynowe: | Silniki benzynowe: |
| --------------------- | ----------------------- | ------------------ | --------------------------------- | ---------------------------------------- | ----------------------------- | --------------------- | ----------------------------------------- | ------------------ | ------------------ |
| 1.2 5MT               | 1199                    | R3                 | 82 (61)/5750                      | 118/2750                                 | 14,5                          | 170                   | 6,6                                       |                    |                    |
| 1.2 Turbo 6MT         | 1199                    | R3                 | 110 (81)/5500                     | 205/1500                                 | 10,9                          | 187                   | 6,3                                       |                    |                    |
| 1.2 Turbo 6MT         | 1199                    | R3                 | 130 (96)/5500                     | 230/1750                                 | 9,9                           | 201                   | 6,4                                       |                    |                    |
| 1.2 Turbo 6AT         | 1199                    | R3                 | 130 (96)/5500                     | 230/1750                                 | 10,2                          | 198                   | 6,7                                       |                    |                    |
| Silniki wysokoprężne: |                         |                    |                                   |                                          |                               |                       |                                           |                    |                    |
| 1.5 CDTi 6MT          | 1499                    | R4                 | 102 (75)/3750                     | 250/1750                                 | 11,7                          | 178                   | 5,1                                       |                    |                    |
| 1.5 CDTi 6AT          | 1499                    | R4                 | 120 (88)/3750                     | 300/1750                                 | 11,5                          | 183                   | 5,4                                       |                    |                    |